# Radoslav Nesterović
Radoslav »Rašo« Nesterović, slovenski košarkar in športni funkcionar, * 30. maj 1976. 
Rašo, pod katerim vzdevkom je poznan (ali Rasho v tujini) je v Ljubljani rojeni bivši košarkar srbskih korenin. Svojo športno pot je začel pri matičnem klubu Slovanu. Pozneje je napredoval v tujino in postal prvi slovenski košarkar, ki je redno igral v ligi NBA. Bil je tudi kapetan slovenske državne reprezentance. 
Od leta 2014 je generalni sekretar KZS. 

## Profesionalna kariera
Rašo je kariero začel na Kodeljevem pri Slovanu, kamor ga je povabil znani Slovenski košarkarski trener Vojko Herksel. Pri 16 letih je prestopil k beograjskemu Partizanu, kjer je igral za mladince in izjemno napredoval. Sledil je prestop v Grčijo v solunski PAOK,kjer pa zaradi administrativnih težav ni igral in se je zato vrnil k Slovanu. Kot številni drugi športniki, ki so prestopili v grške klube iz Srbije je Rašo zaradi omejitve števila tujcev prejel grško državljanstvo (Makris) in je kasneje v Kinderju zaradi omejitve števila tujcev izven EU koristil grško državljanstvo in igral pod imenom Radoslav Makris. Po vrnitvi je odigral sezono na Slovanu pod vodstvom Janeza Drvariča, nato pa je pred sezono 1995/96 prestopil k Union Olimpiji, kjer si je takoj priboril pomembno vlogo v ekipi. V sezoni 1996/97 zaradi nesporazumov (ni hotel podpisati dolgoročne pogodbe) s takratnim trenerjem  Zmagom Sagadinom praktično ni igral, zato je po koncu te sezone prestopil v italijansko ligo k Kinderju iz Bologne s katerim je postal italijanski in tudi evropski prvak. Pred koncem sezone 1998/99 je zapustil Kinder in odšel v ligo NBA k moštvu Minnesota Timberwolves. Zelo uspešno kariero je nadaljeval v San Antoniu.

## NBA kariera
Leta 1998 pa ga je kot 17. na draftu izbrala ekipa Minnesote Timberwolves, za katero je igral 5 sezon. Večino časa je bil prvi center ekipe in je tvoril centrski tandem s Kevin Garnettom. Sezona 2002/03 je bila najboljša v njegovi NBA karieri, dosegal je 11.2 točke in 6.5 skokov na tekmo. Po tej sezoni je postal free agent 
in bil eden najbolj iskanih visokih igralcev v ligi. Prestopil je v ekipo San Antonio Spurs, s čimer je postal najbolje plačani slovenski športnik. V sezoni 2004/2005 je s San Antoniem postal prvak lige NBA. Pred sezono 2006/2007 je prestopil v edini kanadski klub v ligi NBA, Toronto Raptors, kjer je odigral 2 sezoni. Po koncu sezone 2007/08 je bil zamenjan v Indiano Pacerse, kjer je odigral dve sezoni. Pred začetkom sezone 2009/10 se je za eno sezono vrnil k Toronto Raptorsem.

## Vrnitev v Evropo
Po koncu sezone 2009/10 se je Rašo vrnil v Evropo in na željo znanega srbskega trenerja Dušana 'Dude' Ivkovića podpisal dvoletno pogodbo s pirejskim Olympiacosom. Rašo je odigral odlično sezono in bil prvi center ekipe, za svoje odlične predstave prejel tudi nagrado Evrolige za najboljšega igralca (MVP) meseca februarja. V aprilu si je na tekmi grške lige težje poškodoval ramo. Zaradi dolgotrajne rehabilitacije je septembra 2011 končal igralsko kariero. Sprejel je ponudbo Košarkarske zveze Slovenije in postal ambasador Eurobasketa 2013 v Sloveniji.

## Državna reprezentanca
Rašo je bil stalni član mlajših reprezentančnih selekcij Slovenije, kjer je dokazoval svoj talent. Na Evropskem prvenstvu do 20 let v Turčiji leta 1996 je bil razglašen za najkoristnejšega igralca(MVP). Za člansko reprezentanco katero je debitiral leta 1995 na tekmi z Italijo. Igral je na Evropskih prvenstvih leta 1997 kjer je z 21 leti postal prvi skakalec prvenstva, 1999, 2001, 2005 in 2007. Obenem je nastopil tudi na Svetovnem prvenstvu 2006 in Olimpijskih kvalifikacijah 2008, po katerih je tudi sklenil reprezentančno kariero. Vsega skupaj je zbral 52 nastopov in v njih dosegel 530 točk. S prihodom Aleša Pipana na mesto selektorja reprezentance je leta 2004 Rašo postal tudi kapetan reprezentance. Kapetanski trak je nosil vse do reprezentančne upokojitve leta 2008.  

## Po igralni karieri
Po koncu aktivnega nastopanja je ostal v košarki kot funkcionar pri KZS. Leta 2014 je nastopil v vlogi generalnega sekretarja in po izteku štirih let je leta 2018 bil ponovno izglasovan za nov štiriletni mandat. Bil je tudi eden izmed treh ambasadorjev domačega EuroBasketa 2013, s čimer je pripomogel k promociji prvenstva in slovenske košarke tako v domovini kot tudi tujini.